# Gubin (Livno)
Gubin (serbisch-kyrillisch: Губин) ist ein Dorf in der Gemeinde Livno im Kanton 10 der Föderation von Bosnien und Herzegowina, einer der Entitäten von Bosnien und Herzegowina.

## Geschichte
Im Juni 1941, am orthodoxen Pfingstfest, überfielen Ustaše aus Livno das Dorf. Die Ustaše verübten Gräueltaten in der Region. Mehrere Einheimische schlossen sich der 4. Krajina-Brigade der jugoslawischen Partisanen an. Kroatische Truppen zerstörten das Dorf während und nach den Jugoslawienkriegen, doch Organisationen wie die Vereinigte Methodistenkirche sammelten Spenden, um beim Wiederaufbau des Dorfes zu helfen. Die lokale serbische Bevölkerung floh 1995 im Zuge der Operation Oluja nach Serbien, und eine kleine Anzahl ist seitdem zurückgekehrt. Die lokale serbische Bevölkerung floh 1995 im Zuge der Operation Oluja nach Serbien, und eine kleine Anzahl ist seitdem zurückgekehrt.

## Bevölkerungsstruktur
Laut der Volkszählung von 1991 hatte das Dorf 366 Einwohner, von denen 361 Serben waren.
| Ethnizität | Anzahl | Prozent |
| ---------- | ------ | ------- |
| Serben     | 86     | 094,6 % |
| Kroaten    | 05     | 05,5 %  |
| Total      | 91     | 100 %   |